# Smlouva o přátelství a spolupráci mezi Španělskem a Portugalskem
Smlouva o přátelství a spolupráci mezi Španělskem a Portugalskem (španělsky: Tratado de Amistad y Cooperación entre España y Portugal, portugalsky: Tratado de Amizade e Cooperação entre Portugal e Espanha) je bilaterální dohoda o přátelství podepsaná mezi Španělskem a Portugalskem 22. listopadu 1977. Ratifikována byla 17. dubna 1978 v Portugalsku a 25. dubna 1978 ve Španělsku. Jejím deklarovaným cílem bylo posílit pouta přátelství a solidarity mezi oběma zeměmi. Podepsána byla portugalským premiérem Mário Soaresem a španělským premiérem Adolfem Suárezem.
Smlouva nahradila Iberský pakt podepsaný v roce 1942 a po Karafiátové revoluci v Portugalsku a španělských parlamentních volbách v roce 1977 následoval přechod obou zemí k demokracii.